# Neuromedinski B receptor
Neuromedinski B receptor (NMBR), takođe poznat kao BB1 je G protein-spregnuti receptor čiji je endogeni ligand neuromedin B.
Neuromedinski B receptor vezuje neuromedin B, potentni mitogen i faktor rasta za normalno i neoplastično tkivo pluća i gastrointestinalnog epitela.

## Literatura
1. ↑  „Bombesin Receptors: BB1”. IUPHAR Database of Receptors and Ion Channels. International Union of Basic and Clinical Pharmacology. Архивирано из оригинала 04. 10. 2013. г.
2. ↑  Benya RV, Kusui T, Pradhan TK, Battey JF, Jensen RT (1995). „Expression and characterization of cloned human bombesin receptors”. Mol. Pharmacol. 47 (1): 10—20. PMID 7838118. Архивирано из оригинала 06. 09. 2008. г. Приступљено 11. 03. 2011.
3. ↑  „Entrez Gene: NMBR neuromedin B receptor”.

## Dodatna literatura
- Corjay MH; Dobrzanski DJ; Way JM;  . (1991). „Two distinct bombesin receptor subtypes are expressed and functional in human lung carcinoma cells.”. J. Biol. Chem. 266 (28): 18771—9. PMID 1655761.
- Wu JM, Hoang DO, Feldman RI (1995). „Differential activation of human gastrin-releasing peptide receptor-mediated responses by bombesin analogs.”. Mol. Pharmacol. 47 (4): 871—81. PMID 7723750.
- Benya RV; Kusui T; Pradhan TK;  . (1995). „Expression and characterization of cloned human bombesin receptors.”. Mol. Pharmacol. 47 (1): 10—20. PMID 7838118.
- Bitar KN, Zhu XX (1994). „Expression of bombesin-receptor subtypes and their differential regulation of colonic smooth muscle contraction.”. Gastroenterology. 105 (6): 1672—80. PMID 8253343.
- Giladi E, Nagalla SR, Spindel ER (1993). „Molecular cloning and characterization of receptors for the mammalian bombesin-like peptides.”. J. Mol. Neurosci. 4 (1): 41—54. PMID 8391296. doi:10.1007/BF02736689.
- Fathi Z; Benya RV; Shapira H;  . (1993). „The fifth transmembrane segment of the neuromedin B receptor is critical for high affinity neuromedin B binding.”. J. Biol. Chem. 268 (20): 14622—6. PMID 8392057.
- Kane MA; Toi-Scott M; Johnson GL;  . (1996). „Bombesin-like peptide receptors in human bronchial epithelial cells.”. Peptides. 17 (1): 111—8. PMID 8822519. doi:10.1016/0196-9781(95)02088-8.
- Sainz E; Akeson M; Mantey SA;  . (1998). „Four amino acid residues are critical for high affinity binding of neuromedin B to the neuromedin B receptor.”. J. Biol. Chem. 273 (26): 15927—32. PMID 9632639. doi:10.1074/jbc.273.26.15927.
- Lee S, Kim Y (1999). „Solution structure of neuromedin B by (1)H nuclear magnetic resonance spectroscopy.”. FEBS Lett. 460 (2): 263—9. PMID 10544247. doi:10.1016/S0014-5793(99)01346-0.
- Strausberg RL; Feingold EA; Grouse LH;  . (2003). „Generation and initial analysis of more than 15,000 full-length human and mouse cDNA sequences.”. Proc. Natl. Acad. Sci. U.S.A. 99 (26): 16899—903. PMC 139241 . PMID 12477932. doi:10.1073/pnas.242603899.
- Matusiak D; Glover S; Nathaniel R;  . (2005). „Neuromedin B and its receptor are mitogens in both normal and malignant epithelial cells lining the colon.”. Am. J. Physiol. Gastrointest. Liver Physiol. 288 (4): G718—28. PMID 15528253. doi:10.1152/ajpgi.00156.2004.

## Spoljašnje veze
- „Bombesin Receptors: BB1”. IUPHAR Database of Receptors and Ion Channels. International Union of Basic and Clinical Pharmacology. Архивирано из оригинала 04. 10. 2013. г.
- Receptors,+Bombesin на 